# Великая шахматная доска
«Великая шахматная доска: главенство Америки и её геостратегические императивы» (англ. The Grand Chessboard: American Primacy and Its Geostrategic Imperatives) — наиболее известная книга Збигнева Бжезинского, написанная им в 1997 году. 

## Содержание
Книга представляет собой размышления о геополитическом могуществе США и о стратегиях, благодаря которым это могущество может быть реализовано в XXI веке. Наибольшее внимание Бжезинский сосредотачивает на геополитической стратегии США относительно Евразии. Бжезинский полагает, что главенство на Евразийском континенте фактически является главенством во всём мире, и считает наиболее важными стратегическими целями США — распространить своё влияние в Центральной Азии и на постсоветском пространстве (в первую очередь на Россию, занимающую наибольшую площадь этого пространства). Также Бжезинский отмечает господство США в международных финансовых институтах (МВФ, Всемирный банк):54.
Автор говорит о необходимости геополитического реванша в отношении России, но отмечает, что сейчас это не является краеугольным направлением внешней политики США, он называет Россию «чёрной дырой», имея в виду невозможность тогдашней элиты сопротивляться и вести суверенную политику. Говоря о будущем разделении сил, считает Украину последним оплотом Российской империи, и только окончательное отрешение Украины от РФ и установление в ней прозападной политической элиты позволит США сохранить и упрочить состояние единственной «мировой» империи, поскольку, как считал Бжезинский, Россия без Украины перестанет быть евразийской империей:85. Однако если Россия проведет демократические реформы, то её стоит допустить в Евросоюз и НАТО, поскольку издержки недопущения России в эти структуры повлекут за собой становление идеи «особого пути»:95—96:150.
Автор рассматривает некоторые государства в качестве геополитических центров — чьи силы вытекают из их важного местоположения. Под такую квалификацию попадают: Украина, Азербайджан, Южная Корея, Турция и Иран:74—76. Бжезинский поддерживает идею расширения НАТО на Восток.
Бжезинский является последователем основателя современной англо-саксонской геополитики Маккиндера, то есть рассматривает политику с точки зрения противоборства цивилизации моря (США, Великобритания) и цивилизации суши (см. Хартленд).
После терактов 2001 года подход к внешней политике США несколько изменился и более подробно был изложен в книге Бжезинского «Выбор. Мировое господство или глобальное лидерство».

## Издания
- Бжезинский, Збигнев. Великая шахматная доска. — М.: Международные отношения, 1999. — 256 с. — ISBN 5-7133-0967-3.
- Бжезинский, Збигнев. Великая шахматная доска. — М.: Международные отношения, 2009. — 280 с. — ISBN 978-5-7133-1341-8.
- Бжезинский, Збигнев. Великая шахматная доска. — М.: Международные отношения, 2010. — 256 с. — ISBN 978-5-7133-1375-3.
- Бжезинский, Збигнев. Великая шахматная доска / Збигнев Бжезинский ; [пер. с англ. О. Уральской]. — Москва : Издательство АСТ, 2023. — 384 с. — (Эксклюзивная классика). — ISBN 978-5-17-106452-5